# Crónicas de campañas
Crónicas de campañas fue un programa de televisión de Uruguay de género periodístico y político, emitido y producido por la cadena pública  TV Ciudad, canal propiedad de la Intendencia Departamental de Montevideo, desde el 12 de mayo de 2019 hasta el 30 de junio del mismo año.
El programa es producido por TV Ciudad, realizado por Aldo Garay, responsable de algunos proyectos documentales del país, como la película Un tal Eduardo, y de la serie Memoria Tropical, sobre los referentes de la música plena en Uruguay. Además, el programa es editado por Nicolás Golpe, y la productora es Carolina Mauriello.

## Formato
El eje del programa es la historia de los jingles y publicidades de las candidaturas de cada elección presidencial en Uruguay, desde la de 1984, hasta la de 2014. Cada uno de los ocho episodios, de una duración cercana a 60 minutos con publicidades, cubre uno de los períodos electorales desde la vuelta a la Democracia en Uruguay (desde el año 1984), con un capítulo adicional destinado al referéndum de 1989 sobre la Ley de Caducidad. 
Las publicidades son las protagonistas del programa, junto a los publicistas a cargo de las campañas. Son los narradores de los episodios, y en este caso, no hay ningún narrador y/o presentador fijo.

## Emisión y recepción
El programa se estrenó el domingo 12 de mayo de 2019. Se emitió durante ocho semanas, con un capítulo por cada semana. El recibimiento fue bueno comparando la audiencia del canal TV Ciudad, teniendo 1,4 puntos de cuota de pantalla

## Capítulos

### Cap. 1: Elecciones de 1984
Primer capítulo del programa, emitido el día domingo 12 de mayo de 2019. Sobre las Elecciones generales de Uruguay de 1984, las primeras elecciones en el país luego del régimen dictatorial cívico-militar que atravesó el país desde 1973 hasta principios del año 1985. Repasa las publicidades y jingles de las candidaturas de la elección: Juan José Crottogini por el Frente Amplio, Julio María Sanguinetti por el Partido Colorado, Alberto Zumarán por el Partido Nacional, y Juan Vicente Chiarino por la Unión Cívica del Uruguay. La elección fue ganada por el candidato Julio María Sanguinetti del Partido Colorado de Uruguay, y fue presidente de la República hasta el año 1990.
Los narradores de este capítulo son Álvaro Ahunchain (Integrante de la campaña de Julio María Sanguinetti), Julio Pelossi (integrante de la campaña de Alberto Zumarán), Milton Fornaro (responsable de la campaña de Juan José Crottogini) y Roberto da Silva (creador de jingles).

### Cap. 2: Referéndum de 1989
Segundo capítulo, emitido el día 19 de mayo de 2019. Sobre el Referéndum del 1989 sobre la Ley de Caducidad. Se ponían en disputa el "Voto verde" en contra de la ley, y el "Voto amarillo" a favor de la misma. Finalmente, en el referéndum, el "voto verde" fue derrotado por el "voto amarillo" (que se oponía a revocar la Ley de Caducidad de la Pretensión Punitiva del Estado) por un margen de 57 % contra 43 %. Obtuvo mayoría en la capital (Montevideo) pero quedó en situación fuertemente minoritaria en el interior del país.
La ratificación de la ley implicó que los militares y policías autores de graves violaciones a los derechos humanos durante la dictadura (1973-1985) no pudieran ser juzgados por los delitos cometidos en territorio uruguayo. No obstante, la Suprema Corte de Justicia (que en 1988 declaró que la Ley no era contraria a la Constitución) la declaró inconstitucional en 2009, habilitando el juzgamiento de los criminales.
Participan en el programa: Juan Carlos Ferrero (responsable de la campaña del "Voto amarillo"), Álvaro Ahunchain (integrante de la campaña del "Voto amarrillo"), Esteban Valenti (responsable de la campaña del "Voto verde"), Selva Andreoli (integrante de la campaña del "Voto verde") y Walter Bagnasco (integrante de la campaña del "Voto verde"). 

### Cap. 3: Elecciones de 1989
Tercer capítulo del programa emitido el domingo 26 de mayo de 2019, sobre las Elecciones generales de Uruguay de 1989. Los principales contendientes de la elección fueron Líber Seregni (por el Frente Amplio), Jorge Batlle (por el Partido Colorado), Luis Alberto Lacalle (por el Partido Nacional) y Hugo Batalla (por el Nuevo Espacio). En la elección, se consagró ganador y nuevo presidente electo Luis Alberto Lacalle del Partido Nacional con el 38.11 % de los votos.
Participan en el programa Antonio Mercader (jefe de campaña de Luis Alberto Lacalle), Atilio Pérez da Cunha (responsable de campaña de Hugo Batalla), Selva Andreoli (integrante de campaña de Líber Seregni), Esteban Valenti (integrante de campaña de Líber Seregni) y Elbio Acuña (responsable de campaña de Jorge Batlle).

### Cap. 4: Elecciones de 1994
Programa sobre las Elecciones generales de Uruguay de 1994, emitido el día 2 de junio del 2019. Los candidatos más importantes fueron Tabaré Vázquez (por el Frente Amplio), Julio María Sanguinetti (por el Partido Colorado), Alberto Volonté (por el Partido Nacional y Rafael Michelini (por Nuevo Espacio). Se consagró ganador de la elección nuevamente el candidato del Partido Colorado Julio María Sanguinetti, y fue por segunda vez presidente desde el año 1995 hasta el 2000.
Participan en el programa como narradores: Francisco Vernazza (integrante de campaña de Julio María Sanguinetti), Juan Carlos Ferrero (integrante de la campaña de Alberto Volonté) y Alida Varalli (responsable de campaña de Rafael Michelini).

### Cap. 5: Elecciones de 1999
Emitido el 9 de junio de 2019, Sobre las Elecciones generales de Uruguay de 1999, donde los candidatos principales fueron Tabaré Vázquez (por el Frente Amplio), Jorge Batlle (por el Partido Colorado), el anterior presidente Luis Alberto Lacalle (por el Partido Nacional), y Rafael Michelini (por Nuevo Espacio). Luego de la segunda vuelta contra el candidato Tabaré Vázquez, ganó la elección y se consagró como el presidente electo Jorge Batlle, el candidato del Partido Colorado, que fue presidente desde el 2000 al 2005.
Participan en el programa: Daniel Chasquetti (doctor en Ciencia Política), José María Reyes (jefe de campaña de Jorge Batlle), Diego Piñeiro (productor general de la campaña de Tabaré Vázquez), Ricardo Pisano y Enrique Pereira (integrantes de campaña de Tabaré Vázquez).

### Cap. 6: Elecciones de 2004
Emitido el día 16 de junio de 2019, sobre las Elecciones generales de Uruguay de 2004, donde fueron los principales candidatos Tabaré Vázquez (por el Frente Amplio), Guillermo Stirling (por el Partido Colorado), Jorge Larrañaga (por el Partido Nacional) y Pablo Mieres (por el Partido Independiente). Las elecciones fueron ganadas por Tabaré Vázquez del Frente Amplio en primera vuelta, con un amplio 51.68 % de los votos, siendo la primera elección ganada por el partido, y la peor votación en la historia del Partido Colorado, con solo un 10.61 %.
Participan en el programa Diego Piñeiro (productor general de campaña de Tabaré Vázquez), Santiago González (jefe de campaña de Jorge Larrañaga), Álvaro Ahunchain (responsable de campaña de Guillermo Stirling) y Francisco Vernazza (responsable de campaña de Pablo Mieres).

### Cap. 7: Elecciones de 2009
Emitido el 23 de junio de 2019, sobre las Elecciones generales de Uruguay de 2009, donde los candidatos más importantes de la contienda fueron José Mujica (por el Frente Amplio), Pedro Bordaberry (por el Partido Colorado), el expresidente Luis Alberto Lacalle (por el Partido Nacional) y Pablo Mieres (por el Partido Independiente). Los resultados de las elecciones dieron ganador a José Mujica, y fue presidente del Uruguay entre los años 2010 y 2015.
Participan en el programa como narradores Francisco Vernazza (responsable de campaña de José Mujica), Gustavo Penadés (jefe de campaña de Jorge Larrañaga) y Diego Silva (responsable de campaña de Pedro Bordaberry).

### Cap. 8: Elecciones de 2014
Último programa, emitido el 30 de junio de 2019, sobre las Elecciones generales de Uruguay de 2014. Los principales contendientes de la elección fueron el expresidente Tabaré Vázquez (por el Frente Amplio), Pedro Bordaberry (por el Partido Colorado), Luis Lacalle Pou (por el Partido Nacional). Los candidatos más votados de la primera vuelta, y que pasaron a la segunda vuelta fueron Vázquez y Lacalle Pou. En la última instancia, por una diferencia de 13 % de los votos, se consagró nuevamente presidente electo Tabaré Vázquez.
Narraron el último programa Claudio Invernizzi (responsable de campaña de Tabaré Vázquez), Roberto Lafluf (responsable de campaña de Luis Lacalle Pou), entre otros.

## Temporadas

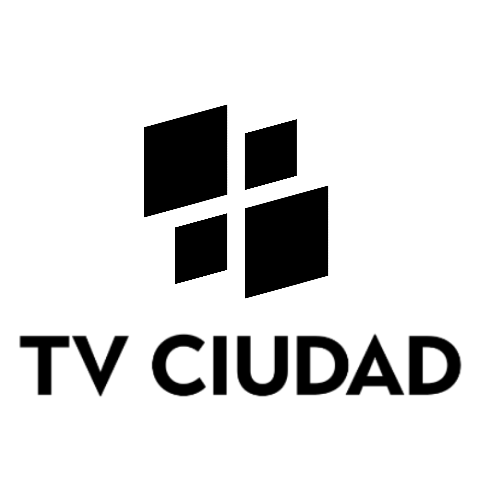
Logo de la cadena por la que se emitió el programa: TV Ciudad.

| # | # | Episodios | Audiencia | Estreno | Primera emisión    | Última emisión      |
| - | - | --------- | --------- | ------- | ------------------ | ------------------- |
|   | 1 | 8         | 1.1       | 2019    | 12 de mayo de 2019 | 30 de junio de 2019 |